# Огнёвское сельское поселение (Тюменская область)
Огнёвское се́льское поселе́ние — муниципальное образование в Казанском районе Тюменской области Российской Федерации.
Административный центр — село Огнёво.

## История
Статус и границы сельского поселения установлены Законом Тюменской области от 5 ноября 2004 года № 263 «Об установлении границ муниципальных образований Тюменской области и наделении их статусом муниципального района, городского округа и сельского поселения».

## Население
| 2010 | 2011  | 2012  | 2013  | 2014  | 2015  | 2016 |
| ---- | ----- | ----- | ----- | ----- | ----- | ---- |
| 1054 | ↘1053 | ↘1038 | ↘1025 | ↘1007 | ↗1016 | ↘999 |
| 2017 | 2018  | 2019  | 2020  | 2021  |       |      |
| ↘998 | ↘994  | ↘976  | ↗979  | ↗1068 |       |      |

## Состав сельского поселения
| № | Населённый пункт | Тип населённого пункта       | Население |
| - | ---------------- | ---------------------------- | --------- |
| 1 | Огнёво           | село, административный центр | 489       |
| 2 | Песчаное         | деревня                      | 415       |
| 3 | Шагалово         | деревня                      | 150       |